# Antoninska kuga
Antoninska kuga (poznata i kao Galenova kuga) je pandemija zarazne bolesti - za koju povjesničari vjeruju da je riječ o velikim ili malim boginjama, - koja je pogodila Rimsko Carstvo u periodu od 165. do 180. Bolest su u Carstvo prenijeli vojnici koji su se borili u ratu protiv Parta. Poznata je po dugom trajanju i teškim posljedicama, odnosno što je odnijela živote Lucija Vera i Marka Aurelija, dvojice careva iz dinastije Antonina po kojima je dobila ime. Bolest je u svojim spisima opisao i znameniti antički lječnik Galen, po kome je također dobila ime.
Povjesničari vjeruju da je bolest opustošila velike dijelove Carstva i izazvala dalekosežne demografske, a preko njih političke i vojne posljedice. To se prije svega odnosi na naglo smanjenje broja novaka za vojsku koje je natjeralo kasnije rimske vladare da za obranu granica koriste barbarske najamnike. Zbog toga se ponekad smatra i katalizatorom procesa koji će na kraju dovesti do pada Carstva.